# Adenomera bokermanni
Espèce
Synonymes
- Leptodactylus bokermanni Heyer, 1973

Statut de conservation UICN

 LC  : Préoccupation mineure
Adenomera bokermanni est une espèce d'amphibiens de la famille des Leptodactylidae.

## Répartition
Cette espèce est endémique du Brésil. Elle se rencontre jusqu'à 1 700 m d'altitude dans les États du Minas Gerais, de Rio de Janeiro, de São Paulo, du Paraná et de Santa Catarina,.

## Étymologie
Cette espèce a été nommée en l'honneur de Werner Carl August Bokermann.

## Publication originale
- Heyer, 1973 : Systematics of the Marmoratus group of the frog genus Leptodactylus (Amphibia, Leptodactylidae).  Contributions in Science, Los Angeles County Museum of Natural History, no 251, p. 1-50 (texte intégral).